# Боски Сант'Ана
Боски Сант'Ана (итал. Boschi Sant'Anna) је насеље у Италији у округу Верона, региону Венето.
Према процени из 2011. у насељу је живело 603 становника. Насеље се налази на надморској висини од 13 м.

## Становништво
| 1931. | 1936. | 1951. | 1961. | 1971. | 1981. | 1991. | 2001. | 2011. |
| ----- | ----- | ----- | ----- | ----- | ----- | ----- | ----- | ----- |
| 1.706 | 1.777 | 1.670 | 1.387 | 1.272 | 1.240 | 1.284 | 1.347 | 1.454 |